# HMS Amethyst (F116)
La HMS Amethyst (U16/F116) fue una balandra de guerra clase Black Swan modificada  de la Royal Navy. Fue puesta en grada en los astilleros de Alexander Stephens and Sons de Linthouse, Govan Escocia el 25 de marzo de 1942, botada el 7 de mayo de 1943 y puesta en servicio el 2 de noviembre de 1943, con el numeral U16. Después de la Segunda Guerra Mundial fue rediseñada como fragata, y renumerada F116.

## Segunda Guerra Mundial
La Amethyst fue desplegada en patrullas antisubmarinas y labores de escolta.  El 20 de febrero de 1945 atacó y hundió al U-boat U-1276 con cargas de profundidad. El U-1276 apenas unos momentos antes había hundido al HMS Vervain, una corbeta Clase Flower. Esta acción fue en el Atlántico Norte, al sur de Waterford resultando en la pérdida de los 49 tripulantes del submarino.

## El gato del Amethyst
En mayo de 1948 se subió en Hong Kong un gato blanco y negro, al que apodaron Simon y desde ahí fue parte de la tripulación. Este no ha sido el único gato de un barco de guerra. El acorazado Bismarck tenía uno y cuando se hundió, el gato sobrevivió y fue adoptado por un barco de la Royal Navy que también se hundió, volviendo a sobrevivir el gato.

## Incidente del Yangtsé
El 20 de abril de 1949, la HMS Amethyst estaba en camino entre Shanghái a Nankín en el río Yangtsé para reemplazar al HMS Consort, el cual estaba estacionado como barco de guardia para la embajada británica debido a la guerra civil china entre el Kuomintang (KMT) y los comunistas chinos. Aproximadamente a las 08:31, después de unas salvas de fuego de armas ligeras, un cañón de campaña del Ejército de Liberación Popular (ELP) abrió fuego contra la HMS Amethyst. Tras varias escaramuzas, las que dejaron muchos muertos y heridos, logró zafarse y escapar hacia Hong Kong. China aprovechó para expulsar definitivamente a las fuerzas de las potencias occidentales de su territorio. Varias películas se hicieron con este incidente que forma parte de la diplomacia de cañonero.